# Jehuda Ben-Me’ir
Jehuda Ben-Me’ir (hebr.: יהודה בן-מאיר, ang.: Yehuda Ben-Meir, ur. 27 lipca 1939 w Nowym Jorku) – izraelski psycholog, wykładowca i polityk, w latach 1981–1984 wiceminister spraw zagranicznych, latach 1971–1984 poseł do Knesetu z listy Narodowej Partii Religijnej. Syn Szelomo-Jisra’ela Ben Me’ira

## Życiorys
Urodził się 27 lipca 1939 w Nowym Jorku, jako syn Szelomo-Jisra’ela Ben Me’ira – urodzonego w Warszawie prawnika i rabina. Ojciec już w 1950 wyemigrował do Izraela, gdzie od 1952 do śmierci w 1971 roku był posłem do Knesetu z listy Mizrachi, a potem Narodowej Partii Religijnej (Mafdal) i wieloletnim wiceministrem w kilku resortach.
Jehuda Ben-Me’ir uczył się w jesziwie w Tel Awiwie, jednak na studia powrócił do Stanów Zjednoczonych – studiował na nowojorskich uniwersytetach Yeshiva oraz Columbia. W 1962 ostatecznie wyemigrował do Izraela. Do 1968 pracował jako wykładowca psychologii na Uniwersytecie Bar-Ilana w Ramat Ganie.
Podobnie jak ojciec związał się z reprezentującą religijny syjonizm Narodową Partią Religijną i był jednym z przywódców partyjnej młodzieżówki, działał także w organizacjach Mizrachi i Ha’Poel Ha’Mizrachi. W wyborach parlamentarnych w 1969 bezskutecznie kandydował do Knesetu z listy Mafdalu, jednak 4 kwietnia 1971, po śmierci swojego ojca objął mandat poselski po nim. W siódmym Knesecie zasiadał w trzech komisjach: finansów, budownictwa oraz konstytucyjnej, prawa i sprawiedliwości. W wyborach parlamentarnych w grudniu 1973 udało mu się dostać do parlamentu, a w ósmym Knesecie zasiadał już w czterech komisjach (trzech tych samych co poprzednio oraz komisji spraw zagranicznych i obrony. Znalazł się także w kierownictwie partii. W wyborach w 1977 oraz wyborach w 1981 zdobywał mandat poselski. W dziewiątym Knesecie zasiadał w komisjach budownictwa; edukacji i kultury oraz spraw zagranicznych i obrony. Był także członkiem specjalnych komisji do spraw Narodowego Programu Zdrowia; energetyki oraz energii jądrowej. W dziewiątym Knesecie zasiadał w komisjach budownictwa oraz spraw zagranicznych i obrony, a także w specjalnej komisji do spraw Narodowego Programu Zdrowia. 11 sierpnia 1981 dołączył do rządu Menachema Begina jako wiceminister spraw zagranicznych. 10 października 1983 pozostał na tym stanowisku w rządzie premiera Icchaka Szamira, funkcję pełnił do końca powołania nowego rządu 13 września 1984. W 1984 wraz z Zewulunem Hammerem opuścili na jakiś czas Narodową Partię Religijną tworząc efemeryczne ugrupowanie Geszer-Merkaz Cijon Dati, jednak jeszcze w tym samym roku powrócili na łono partii macierzystej. W przeprowadzonych w lipcu wyborach nie obronił miejsca i znalazł się poza parlamentem.
Powrócił do pracy wykładowcy, studiował także prawo i pracował również jako prawnik. Od 1987 zaczął publikować książki. W 1988 był jednym z założycieli partii Meimad, nie powrócił jednak do działalności politycznej.